# هاري بريفرمان
هاري بريفرمان (بالإنجليزية: Harry Braverman)‏ هو اقتصادي وكاتب أمريكي، ولد في 9 ديسمبر 1920 في نيويورك في الولايات المتحدة، وتوفي في 2 أغسطس 1976 في بنسيلفانيا في الولايات المتحدة.